# Aeletes insignis
Aeletes insignis är en skalbaggsart som beskrevs av Thomas Casey 1916. Aeletes insignis ingår i släktet Aeletes och familjen stumpbaggar. Inga underarter finns listade i Catalogue of Life.